# Heliophanus anomalus
Heliophanus anomalus är en spindelart som beskrevs av Lodovico di Caporiacco 1947. Heliophanus anomalus ingår i släktet Heliophanus och familjen hoppspindlar. Inga underarter finns listade i Catalogue of Life.